# Марк Бароуклиф
Марк Бароуклиф (на английски: Mark Barrowcliffe) е английски писател, автор на на произведения в различни жанрове – драма, фентъзи, научна фантастика, хорър, приключенски роман, исторически роман, мемоари и документалистика. Пише фентъзи под псевдонима М. Д. Лаклън (на английски: M. D. Lachlan) и историческо фентъзи под псевдонима Марк Олдър (Mark Alder).

## Биография и творчество
Марк Даниел Бароуклиф е роден на 14 юли 1964 г. в Ковънтри, Западен Мидланд, Англия. Като дете страни от момичета и „готини деца“, и е запленен от ролевата игра „Dungeons & Dragons“. По-късно описва преживяванията си в документалната си книга „The Elfish Gene“ (Елфийският ген). Следва в университета на Съсекс. След дипломирането си работи журналист, пишейки хумористични и лайфстайл статии за „Fleet Street“, а също и като комик.
Заедно с работата си започва да пише романи. Постигна ранен успех в края на 90-те години като част от движението LadLit (книги от мъже за млади въже), въпреки че неговото творчество няма много общо с това на другите писатели, които са класифицирани към движението.
Първият му роман „Girlfriend 44“ (Приятелка 44) е издаден през 2000 г. Ранните му творби са характерни със своя цинизъм и черен хумор, а романът му „Lucky Dog“ (Щастливо куче) е характерен със своя комедиен магически реализъм.
Първият му роман „Капан за върколаци“ от поредицата „Върколаци срещу богове“ е издаден през 2010 г. Поредицата „Върколаци срещу богове“ се основава на скандинавската митология, за да разкаже историята на върколак, хванат в капана на схемите на боговете, обречен да се преражда безкрайно. Книгите от поредицата са номинирани за наградата „Дейвид Гемел Мемолиал“.
Марк също пише фентъзи под псевдонима Марк Олдър – поредица му „Знамената на кръвта“ е поставена в алтернативна 100-годишна война, където ангели и дяволи дебнат земята.
Преподавал е творческо писане във Фондация Арвон, Университета на Съсекс и Университета на Кингстън. Пише и като писател в сянка за Дани Дайър за книгата му „Светът според Дани Дайър: Уроци на живота от Ийст Енд“.
Марк Бароуклиф живее със семейството си в Брайтън и Южен Кеймбриджшър.

## Произведения

### Като Марк Бароуклиф

#### Самостоятелни романи
- Girlfriend 44 (2000)
- Infidelity for First-time Fathers (2001)
- Lucky Dog (2004)

#### Документалистика
- The Elfish Gene (2007) – мемоари
- Mr Wrong (2008)

### Серия „Върколаци срещу богове“ (Wolfsangel)
1. Wolfsangel (2010)
Капан за върколаци, изд.: ИК „Бард“, София (2012), прев. Владимир Зарков
2. Fenrir (2011)
Фенрир, изд.: ИК „Бард“, София (2012), прев. Владимир Зарков
3. Lord of Slaughter (2012)
4. Valkyrie's Song (2013)
5. The Night Lies Bleeding (2018)

### Като Марк Олдър

#### Самостоятелни романи
- Devil's Blade (2020)

#### Серия „Знамената на кръвта“ (Banners of Blood)
1. Son of the Morning (2014)
2. Son of Night (2017)